# Whitewood (Dacota do Sul)
Whitewood é uma cidade localizada no estado norte-americano de Dacota do Sul, no Condado de Lawrence.

## Demografia
Segundo o censo norte-americano de 2000, a sua população era de 844 habitantes.
Em 2006, foi estimada uma população de 814, um decréscimo de 30 (-3.6%).

## Geografia
De acordo com o United States Census Bureau tem uma área de
1,7 km², dos quais 1,7 km² cobertos por terra e 0,0 km² cobertos por água.

## Localidades na vizinhança
O diagrama seguinte representa as localidades num raio de 20 km ao redor de Whitewood.